# Marmosa regina
Marmosa regina é uma espécie de marsupial da família Didelphidae. Pode ser encontrada na Bolívia, Brasil, Peru, Equador e Colômbia.